# ゆるりずむ
『ゆるりずむ』は、武田みかによる日本の漫画作品。著者初のオリジナル漫画の連載である。単行本の余白ページに著者のイラストが多く描かれる。単行本のISBNコードはISBN 4-84011666-0。また、電子書籍化されており、Yahoo!コミック、電子書店パピレスやeBookJapan等の、電子書籍配信サイトでも作品を購入することが出来る。
本作は中国語（繁体字）に翻訳もなされており、中国語名は『戀戀溫泉鄉』。

## 概要
鈴原響は亡き祖父の家を断絶から守るため、湯流々（ゆるる）町に越してくる。それは、祖父に託された地図に記された秘境の温泉に訪れる目的もあってのことだった。かくて、辿り着いた響は言い伝えられた呪文を唱える「開け 花響（はなゆら）の門――」……そこへ、温泉の精霊花響の乙女の、まひるが突如現れる。まひるを温泉界に帰せなくなった響は、彼女と同居することとなる。その帰路、なぜか着物を羽織る響の転校さきの学級委員長、藤代ゆかりと遭遇、じつは彼女は温泉旅館の若女将であった……本作は、いつも変わらずに湧出し続ける温泉の許に集う、3人の学生と2体の温泉の精霊がラブコメを絡めつつも織り成す、摩訶不思議な温泉物語である。

## 掲載作品
- 湯けむりの彼方から（24頁）
- 揺れるゆかりの気持ち（24頁）
- 夕立とまひるの涙（24頁）
- ほんとの気持ちは胸の奥に（24頁）
- 湯流々町に迫る危機（24頁）
- また、ゆったりな日々へ（23頁）
- おまけマンガ やきもちバレンタイン

## 登場人物

### 主要人物
鈴原響
藤代ゆかり
香坂桜

### 花響（はなゆら）の乙女
まひる
ユズ

### その他の人物
老婆の仲居
小田、竹田、山内
神さま